# Oxalis arachnoidea
Oxalis arachnoidea är en harsyreväxtart som beskrevs av Prog.. Oxalis arachnoidea ingår i släktet oxalisar, och familjen harsyreväxter. Inga underarter finns listade i Catalogue of Life.